# الهوية السياسية
تُعد الهوية السياسية (بالانجليزية: Political identity) شكلًا من أشكال الهوية الاجتماعية التي تشير إلى عضوية مجموعات معينة ضمن صراع مشترك من أجل الحصول على شكل معين من أشكال السلطة. يمكن أن يشمل ذلك العمل داخل حزب سياسي ما، لكن في مناصب تخدم قضايا سياسية وقومية محددة والعلاقات بين الأعراق، أو مواضيع أيديولوجية أكثر تجريدًا.
تتطور الهويات السياسية لدى الأفراد وتتطور بمرور الوقت. ركزت جهود كبيرة من البحث على تأثير الوالدين على الهوية السياسية للأفراد. بالإضافة إلى التنشئة الاجتماعية للسياسة من خلال الأسرة، إذ كان التأثير على الهوية السياسية للعوامل الشخصية مثل علم الوراثة أو سمات شخصية معينة موضع نقاش كبير.
في سياق حياتهم وتجاربهم، يتخذ بعض الأفراد مسارات سياسية معينة وأحيانًا يقومون بتغيير هويتهم السياسية. يُعتبر كل من التشدد والتطرف شكلان وتعبيران يمكن أن تتبناهما الهويات السياسية.
بصرف النظر عن التأثيرات العائلية والشخصية، ثمة أيضًا عوامل أكثر عمومية يمكن أن يكون لها بعض التأثير على الهوية السياسية للفرد. يُعتبر كل شخص جزءًا من سياق تاريخي وثقافة ونظام سياسي وجيل، وجميلها تؤثر على الطريقة التي ينظر بها الناس إلى السياسة.
تدعم الهويات السياسية مجموعة من السلوكيات ولها العديد من التداعيات، مثل التعبئة السياسية الجماعية ومنهج التصويت.

## تعريف الهوية السياسية
عندما نُشر كتاب علم النفس السياسي المؤثر الناخب الأمريكي وصف الهوية السياسية، وخاصة الهوية الحزبية من حيث الارتباطات العاطفية ببعض المجموعات الاجتماعية. ومع ذلك، ثمة العديد من التعريفات للهوية السياسية من كل من العلوم السياسية وعلم النفس. ومع ذلك، يبدو أن الأدبيات تتفق على فكرة أن الهوية السياسية هي شكل من أشكال الهوية الاجتماعية التي تشير إلى عضوية مجموعات معينة تشترك في صراع مشترك من أجل شكل معين من أشكال السلطة.
في علم النفس السياسي، أدى تطور نظريات الهوية الاجتماعية في السبعينيات إلى إعادة تفسير الهوية السياسية من حيث الارتباط بالفئات الاجتماعية. أدى ظهور هذا الإطار النظري الجديد إلى تحسين القوة التنبؤية للسلوك والمواقف السياسية الفردية.
أظهرت هذه النظرية أنه من الممكن ربط كل شخص ضمن العديد من المجموعات في أي وقت. لاحقًا، تتحدد ظروف اللحظة الفئة التي يختارها الفرد لتفسير بيئته. في هذا السياق، فإن الهوية السياسية هي أحد الأشكال الممكنة للهوية الاجتماعية وغيرها.

## تطور الهوية السياسية

### التنشئة الاجتماعية
نظرًا لأن المواقف السياسية تُظهر استقرارًا واضحًا مدى الحياة، فإن اكتساب التوجهات السياسية خلال السنوات الأولى من الحياة له أهمية أساسية في تحديد المواقف التي ستحافظ عليها بعد ذلك.
فيما يتعلق بالتوجهات الحزبية، يتطور تحديد الحزب في الفترة التي تسبق سن البلوغ، لكنه لا يكون مصحوبًا بأيديولوجية دقيقة. يُعتبر هذا الشكل من تحديد الهوية هو أقوى عامل في التنبؤ بنوايا التصويت والمواقف بشأن قضايا سياسية أكثر تحديدًا. تزداد قوة التعريف الحزبي مع تقدم العمر، حيث يكتسب الفرد خبرة في النظام الانتخابي.
لفترة طويلة، كان يتم اعتبار انتقال الهوية السياسية من الوالدين على أنه عنصر مركزي في تشكيل الهوية السياسية لأطفالهما. يتم النظر في الأمر على أن «الرجل يولد في حزبه السياسي تمامًا مثلما وُلد في عضويته المستقبلية المحتملة في كنيسة والديه». ومع ذلك، تشير الأبحاث الأحدث إلى أن تشابه المواقف السياسية بين الوالدين والطفل يتناقص خلال السنوات الأولى من النسل، ما يعني أن التفضيلات السياسية للأطفال تلعب دورًا أكثر أهمية في تحديد موقفهم الحزبي في بداية سن البلوغ.
ومع ذلك، كثيرًا ما تختلف الأسر في قدرتها على نقل آرائها السياسية إلى الأطفال. ومع ذلك، لا يبدو أن الاختلافات في أنماط العلاقات تؤثر على جودة هذا الانتقال. بدلًا من ذلك، يبدو أن الآباء الأكثر نجاحًا في تمرير أفكارهم السياسية هم أولئك الأكثر تسييسًا والذين يملكون المواقف السياسية الأكثر استقرارًا لأنهم الأكثر قدرة على إيصال مواقفهم السياسية بوضوح.
يحدث انتقال الهوية السياسية بين الوالدين والطفل في سياق لعبة التأثيرات المتبادلة التي لا تمكن الآباء فقط من التأثير على أطفالهم، بل للأطفال أيضًا تأثير خاص على والديهم. في الواقع، يبدو أن الأطفال قادرون أيضًا على التأثير على المواقف السياسية لوالديهم في حالات معينة، لا سيما عندما يطرحون المزيد من المواقف «الحديثة» في الأسرة.
طُوٍرَ تقليد البحث في نقل الوالدين للهوية السياسية في وقت كانت فيه العائلات ذات الوالدين أكثر شيوعًا مما هي عليه اليوم. لذلك من المحتمل جدًا أن يظهر تغيير في أنماط انتقال الهوية السياسية الأسرية في الدراسات المستقبلية، نظرًا لأن الوالدين المنفصلين يمثلان المزيد من الخلافات السياسية.